# Bakers Narrows Provincial Park
Bakers Narrows Provincial Park är en provinspark i Manitoba i Kanada. Den ligger i västra delen av provinsen, vid Bakers Narrows i Athapapuskow Lake nära staden Flin Flon.